# Alfred Salmony
Alfred Salmony (* 10. November 1890 in Köln; † 29. April 1958 auf dem Atlantik) war ein deutscher Kunsthistoriker, der sich schwerpunktmäßig mit ostasiatischer Kunst befasste. Er lehrte von 1938 bis 1957 an der New York University.

## Werdegang
Alfred Salmony wuchs in einer Kölner jüdischen Familie auf, sein Vater war Kaufmann. Nach dem Abitur am Schiller-Gymnasium in Köln studierte er ab 1912 Kunstgeschichte und Archäologie in Bonn und Wien (u. a. bei Josef Strzygowski). Im Ersten Weltkrieg, an dem er seit 1914 teilnahm, geriet er als Kavallerieunteroffizier in französische Gefangenschaft. Mit einer Dissertation über religiöse Skulpturen in Europa und Ostasien wurde Salmony 1920 bei Paul Clemen in Bonn promoviert. 
Im gleichen Jahr begann er als Assistent bei Adolf Fischer am Museum für Ostasiatische Kunst in Köln, zu dessen stellvertretendem Direktor er 1924 ernannt wurde. Er erstellte den Bestandskatalog des Museums und kuratierte 1926 eine vielbeachtete Ausstellung. Zusammen mit Carl Philipp Hentze gründete Salmony 1925 die Fachzeitschrift Artibus Asiae, deren alleiniger Herausgeber er ab 1946 war. Er kann damit als einer der Begründer der ostasiatischen Kunstgeschichte als eigener Disziplin gelten. An der Kölner Universität übernahm er Lehraufträge; sein Plan sich zu habilitieren wurde aber vom Lehrstuhlinhaber Albert Erich Brinckmann verhindert. Gastdozenturen führten ihn 1926/27 und 1932/33 in die USA. Zwischen 1928 und 1934 unternahm er zudem zahlreiche Forschungsreisen: nach Sibirien, in den Kaukasus, das Wolgatal, die Ukraine sowie nach China und Japan. In der Zeitschrift Das Kunstblatt schrieb Salmony auch über zeitgenössische Kunst.
Unmittelbar nach der Machtübernahme der Nationalsozialisten und seiner Entlassung aufgrund des antisemitischen Berufsbeamtengesetzes emigrierte Salmony 1933 nach Frankreich, wo er am Musée Cernuschi in Paris arbeitete. Im Folgejahr ging er weiter in die USA, wurde dort Dozent am Mills College (Kalifornien), 1937/38 am University of Washington in Seattle und 1938–1941 am Vassar College in Poughkeepsie (New York). Ab 1938 lehrte er außerdem als Lektor für chinesische, siamesische und indische Kunst am Institute of Fine Arts der New York University, wo er 1947 zum Associate Professor und 1952 zum Full Professor ernannt wurde.
Salmony starb an Bord der Île de France während der Überfahrt von New York nach Europa.

## Schriften
- Chinesische Landschaftsmalerei. Verlag Ernst Wasmuth, Berlin 1921
- Europa-Ostasien. Religiöse Skulpturen. Potsdam 1922
- Die Chinesische Steinplastik. 1922
- Artibus Asiae. Zeitschrift für östliche Kunst. Herausgegeben von Carl Hentze, Antwerpen, und Alfred Salmony, Köln. 1925–1932 (Bd. 1 – Bd. 4) und 1945–1957 (Bd. 9–20) als alleiniger Herausgeber.
- (Hrsg.): Artibus Asiae. A volume presented to Baron Edward von der Heydt in honour of his seventieth birthday by his friends and admirers. Fifteen authorative and original contributions dealing with Eastern Art. 1952